# جانلوكا زامبروتا
جيانلوكا زامبروتا (بالإيطالية: Gianluca Zambrotta)‏، (كومو، 19 فبراير 1977)، لاعب كرة قدم إيطالي سابق.
وقد ولد زامبروتا في كومو بـ 19 فبراير عام 1977 م، وقد ظهر في كرة القدم عندما كان يلعب في «كرة القدم للمحترفين» لسن الـ17 في كومو، كما أنه لعب مع كومو في درجتي السيريا B والسيريا C1 لمدة ثلاث سنوات ابتداء ً من 1994 م إلى 1997 م.
والظهور الأول له في السيريا A يعود لتاريخ 31 اغسطس 1997 م عندما كان يلعب مع باري وضد بارما، وقد استمر يقاتل مع فريقه في ذلك الوقت لمدة سنتين لعب فيها 59 مباراة مع 6 أهداف.
ثم في 1999 م تحرك جيانلوكا زامبروتا ليوفنتوس، وقد راهن حينها المدرب مارتشيلو ليبي على نجاحه في ذلك الوقت، وتحقق ما راهن عليه ليبي وأصبح من أفضل الأظهرة حول العالم، وقد استمر مع البيانكونيري لمدة 7 سنوات.
ثم في 2006 م وبالتحديد بعد فضائح «موجي بولي» أو بالأحرى «الكالتشيوبولي» ترك اليوفنتوس وترك إيطاليا وتوجه لـ برشلونة. هناك مع المدرب الهولنديفرانك ريكارد والذي استخدمه كعامل رئيسي في تشكيلته الأساسية، وقد لعب مع الفريق الأسباني 58 مباراة سجل من خلالها 3 أهداف.
وبالنسبة لإنجازاته الوطنية، فلا بد لنا من ذكر أنه لعب 71 مباراة مع هدفين، وقد كان الظهور الأول له مع [[الأتزوري في 10 فبراير 1999 م بمباراة إيطاليا والنرويج التي انتهت بالتعادل السلبي، وقد خطف مكانا ً له في كأس العالم 2002 م و 2006 م، كما خطف مكانا ً في اليورو لسنتي 2000 م و 2004 م.
وفي 2006 م كان جزء ً من اللاعبين العالميين الذين حققوا كأس العالم التي أُقيمت في ألمانيا، وكان في هذه البطولة من أفضل اللاعبين وقد سُجل باسمه هدفا ً في مباراة إيطالياوأوكرانيا عندما تواجهوا في مباراة الربع النهائي التي انتهت بـ3-0 للأتزوري. كما أن زامبروتا قد استطاع ضرب العارضة في الأشواط الإضافية من مباراة المنتخب الألماني. وقد حصل بعدها على جائزة فخرية من كومو.
وتسجل لوحة إنجازات زامبروتا الشخصية الكثير والكثير فهو قد استطاع الربح مع اليوفنتوس ببطولة الدوري الإيطالي لموسم 2002 م / 2003 م كما أنه حققا بطولتي 2004 و 2005 إلا أنها ألغيت بسبب الفضائح وقد أُلغي البطل في البطولة الأولى وتوجهت البطولة الثانية للإنتر، في حين حقق كأس السوبر الإيطالي مرتين في 2002 م و 2003 م. كما تسجل إنجازاته الأوروبية الوصول لنهائي دوري أبطال أوروبا في الأولدترافورد مع اليوفنتوس نفسه عندما واجههوا إيه سي ميلان في 2003م، وقد فاز جيانلوكا زامبروتا مع برشلونة في انجاز وحيد وهو كأس السوبر الإسباني.. أما مع المنتخب الإيطالي فبالطبع إنجازه هو كأس العالم 2006م.

## مسيرته الكروية
لعب جانلوكا زامبروتا خلال مسيرته الاحترافية مع 6 أندية في تسعة عشر موسمًا وسجل خلالها 23 هدفًا ضمن 471 مباراة. ولم يفز بأي موسم بالكأس وفاز في ثلاثة مواسم بالدوري.
خاض جانلوكا زامبروتا مسيرته مع نادي كومو في موسم 1994–95 واستمر معه طيلة ثلاثة مواسم، مشاركًا في 48 مباراة سجل خلالها 6 أهداف. ثم انتقل إلى نادي باري في موسم 1997–98 ولمدة موسمين، حيث شارك في 59 مباراة سجل خلالها 6 أهداف أيضًا. لينتقل بعدها إلى نادي يوفنتوس في موسم 1999–00 ليلعب معه سبعة مواسم، مشاركًا في 217 مباراة سجل خلالها 6 أهداف أيضًا. ثم انتقل إلى نادي برشلونة في موسم 2006–07 ولمدة موسمين، مشاركًا في 58 مباراة سجل خلالها 3 أهداف. هذا وانتقل لاحقًا إلى نادي إيه سي ميلان في موسم 2008–09 ليلعب معه أربعة مواسم، مشاركًا في 85 مباراة سجل خلالها هدفين. ثم انتقل بعدها إلى نادي كياسو في موسم 2013–14 لمدة موسم واحد، مشاركًا في 4 مباريات ولم يسجل أي هدف.

## روابط خارجية
- جانلوكا زامبروتا على موقع الاتحاد الدولي (مؤرشف)  (الإنجليزية)
- جانلوكا زامبروتا على موقع الاتحاد الأوربي (الإنجليزية)
- جانلوكا زامبروتا على موقع قاعدة بيانات كرة القدم.إي يو (الإنجليزية)
- جانلوكا زامبروتا على موقع بيانات كرة القدم. دي إي (الألمانية)
- جانلوكا زامبروتا على موقع ناشيونال فوتبول تيمز (الإنجليزية)
- جانلوكا زامبروتا على موقع Soccerway.com (الإنجليزية)
- جانلوكا زامبروتا على موقع عالم كرة القدم.نت (الإنجليزية)
- جانلوكا زامبروتا على موقع كووورة
- جانلوكا زامبروتا على موقع أوليمبيديا (الإنجليزية)